# Ksawery Gnoiński

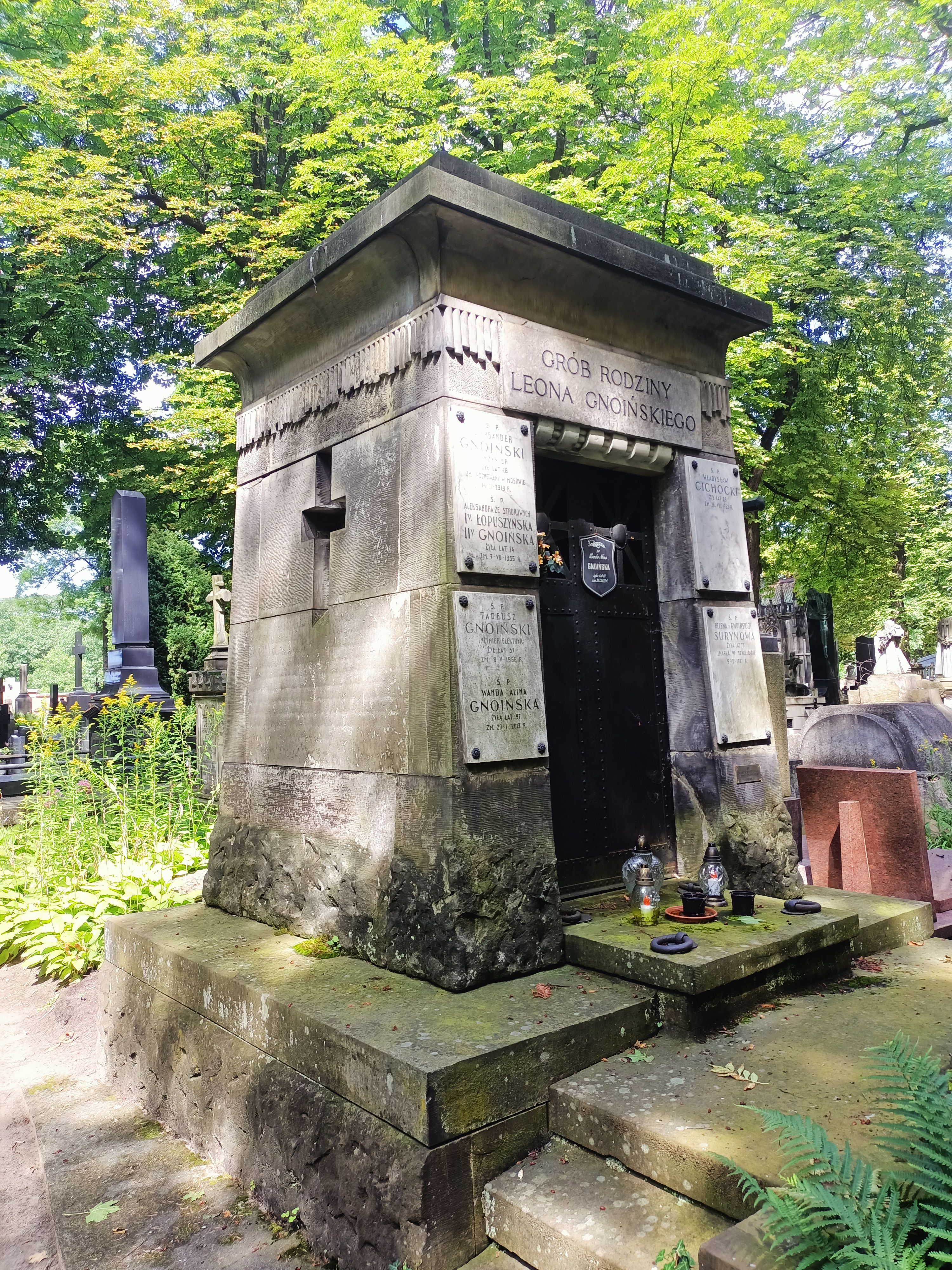
Grób Ksawerego Gnoińskiego na cmentarzu Powązkowskim w Warszawie

Ksawery Gnoiński (ur. 24 kwietnia 1869 w Sankt-Petersburgu  – zm. 14 listopada 1929 w Warszawie) – polski inżynier elektryk, działacz społeczny.

## Życie
Ukończył gimnazjum w Warszawie. Studiował na Wydziale Matematyczno-Fizycznym uniwersytetu w Petersburgu. Następnie przeniósł się do Belgii, gdzie w 1895 uzyskał dyplom inżyniera elektryka na uniwersytecie w Leodium. Po powrocie do kraju mieszkał w Warszawie gdzie w latach 1897-1912 pracował w firmie Siemens jako starszy inżynier a od 1900 jako główny dyrektor. Po odejściu w latach 1912-1929 prowadził własne biuro porad i projektów w zakresie elektrotechniki wykonując zlecenia głównie na rzecz magistratów miejskich i zakładów przemysłowych.
W 1913 był wykładowcą Wydziału Technicznego Towarzystwa Kursów Naukowych. Czynny w działalności licznych stowarzyszeń technicznych. Członek Stowarzyszenia Techników Polskich w Warszawie (1901-1929), gdzie pełnił liczne funkcje, m.in. członka rady Stowarzyszenia. Należał  do Stowarzyszenia Elektryków Polskich gdzie był kilkakrotnie członkiem zarządu. Był także od 1913 członkiem Koła Inżynierów Doradców i Rzeczoznawców i członkiem zarządu Międzynarodowej Federacji Inżynierów Rzeczoznawców. W 1926 zorganizował w Warszawie III Międzynarodowy Kongres Inżynierów Doradców i Rzeczoznawców; Brał udział w licznych zjazdach naukowych i technicznych w kraju i za granicą. Autor publikacji ze swej dziedziny (zob. niżej). Publikował także liczne artykuły w "Przeglądzie Technicznym" i "Przeglądzie Elektrotechnicznym".
Był także założycielem i prezesem Koła Leodyjczyków oraz skarbnikiem Towarzystwa Przyjaciół Belgii w Polsce, a potem skarbnikiem polskiego komitetu budowy pomnika aliantów w Leodium. Pochowany w grobowcu rodzinnym na Cmentarzu Powązkowskim w Warszawie.

### Publikacje Ksawerego Gnoińskiego
- [wraz z Wilhelmem Hertzem] Przepisy bezpieczeństwa dla instalacji elektrycznych o prądzie silnym, Warszawa 1901,
- Elektrotechnika prądów stałych Warszawa 1919 (wyd. 1), 1924 (wyd. 2),
- Elektrotechnika w gospodarstwie społecznym Warszawa 1919,
- Piorunochrony budynkowe, Warszawa 1916 (wyd. 1), 1925 (wyd. 2),
- Poczta pneumatyczna i jej zastosowanie do użytku publicznego i prywatnego, Warszawa 1914,
- Urządzenie elektryczne w Teatrze Polskim w Warszawie i w teatrach w ogóle, Warszawa 1913,
- Jak należy oświetlać mieszkania, Warszawa 1925,
- Oświetlenie elektryczne sklepów, Warszawa 1928,
- Akumulator, Warszawa 1926,
- Akumulator samochodowy i jego obsługa, Warszawa 1928.

## Życie prywatne
Ożeniony z Karoliną z Karnkowskich (ur. 1880), mieli córkę Marię (1906-1998), w latach 1920-1928 żonę Bogdana Kretkowskiego (1912-1986), a następnie od 1929 Tadeusza Regulskiego (1886–1973).